# (200007) 2007 LD3
(200007) 2007 LD3  es un asteroide perteneciente al cinturón de asteroides, descubierto el 8 de junio de 2007 por el equipo del Catalina Sky Survey desde el Catalina Sky Survey, Arizona, Estados Unidos.

## Designación y nombre
Designado provisionalmente como 2007 LD3.

## Características orbitales
2007 LD3  está situado a una distancia media del Sol de 2,403 ua, pudiendo alejarse hasta 2,591 ua y acercarse hasta 2,215 ua. Su excentricidad es 0,0782 y la inclinación orbital 6,202 grados. Emplea 1361,10 días en completar una órbita alrededor del Sol.

## Características físicas
La magnitud absoluta de 2007 LD3 es 16,7.